# 323 Brucia
323 Brucia é um asteroide localizado no Cinturão principal, foi o primeiro asteroide a ser descoberto pelo uso de astrofotografia. Ele também foi o primeiro dos mais de 200 asteroides descobertos por Max Wolf, um dos pioneiros nesse método de encontrar objetos astronômicos.
Ele é também um asteroide cruzador de Marte.

## Descoberta e nomeação
323 Brucia foi descoberto no dia 22 de dezembro de 1891, pelo astrônomo Max Wolf. Este objeto foi nomeado em homenagem a Catherine Wolfe Bruce, um notório patrocinador da ciência da astronomia, que doou 10 000 dólares para a construção do telescópio usado por Wolf.

## Características orbitais
A órbita de 323 Brucia tem uma excentricidade de 0,127 e possui um semieixo maior de 2,382 UA. O seu periélio leva o mesmo a uma distância de 1,663 UA em relação ao Sol e seu afélio a 2,382 UA.